# Ni Xialian
Ni Xialian (xinès: 倪夏莲; Xangai, 4 de juliol de 1963) és una jugadora de Tennis de taula d'origen xinès de nacionalitat luxemburguesa. Actualment resideix a Ettelbruck. L'any 2001 rebé el premi a l'Esportista Luxemburguès de l'Any.

## Biografia
Nascuda a Xangai el 4 de juliol de 1963, el seu primer èxit el va aconseguir durant el Campionat del Món de Tennis de taula de 1983, on va aconseguir la medalla d'or en categoria individual i per equips.
El 1989 va marxar a viure a Alemanya, i dos anys més tard marxaria a Luxemburg, on s'establí definitivament. El seu marit, Tommy Danielsson, és el seu entrenador i company d'entrenament.
Va participar en els Jocs Olímpics de 2008, arribant fins a la tercera ronda de competició. Posteriorment es classificaria per disputar els Jocs Olímpics de 2012. Aquest cop quedaria eliminada en segona ronda després de perdre per 4-2 contra Ariel Hsing, una nord-americana de 16 anys.
El juny de 2015, amb 51 anys, Ni Xialian va participar en els Jocs Europeus disputats a la ciutat de Bakú, a l'Azerbaidjan.